# Rudolf Voigt (Radsportler)
Rudolf „Rudi“ Voigt (* 12. Januar 1922 in Ottewig bei Riesa; † 10. April 2013) war ein deutscher Radrennfahrer.

## Sportliche Laufbahn
Voigt betrieb als Jugendlicher zunächst Leichtathletik und Gymnastik, bevor er sich gegen den Willen seiner Eltern dem Radsport zuwandte. Durch eisernes Sparen gelang es ihm, eine Rennmaschine zu kaufen. Er schloss sich der Gemeinschaft Glückauf Lüttewitz an. Sein erstes Rennen bestritt er bei dem schweren Großen Sachsenpreis und wurde 7. Wichtiger als diese Platzierung aber war, dass er in diesem Rennen die Bekanntschaft mit Oskar Thierbach machte. Thierbach wurde nicht nur sein Vorbild, sondern auch Freund und Mentor. Thierbach vermittelte ihn auch zum Verein Diamant Chemnitz. 1940 stellten sich erste größere Erfolge ein, so siegte er im traditionsreichen Rund um das Ostragehege in Dresden. Zum Ende der Saison wurde er zum Wehrdienst einberufen. 1946 kehrte er aus amerikanischer Kriegsgefangenschaft zurück. Durch den Zweiten Weltkrieg hatte er allerdings sein gesamtes Rennmaterial verloren. Der ehemalige Rennfahrer Max Günther half ihm mit Material aus, so dass er am 12. Mai 1946 beim Messepreis in Leipzig erstmals wieder am Start stand und sogar gewann. Daraufhin entschloss er sich, eine Lizenz als Berufsfahrer zu lösen und startete am 7. Juni auf der Bahn in einem Zweier-Mannschaftsfahren in Halle an der Saale erstmals als Profi. Es folgten in jenem Jahr noch einige Siege bei Aschenbahnrennen vorwiegend im Berliner Radstadion Mitte.
Voigt war auch einer der letzten aktiven Berufsfahrer der DDR, bevor das Berufsfahrertum dort 1956 verboten wurde. Voigt startete auch außerhalb der damaligen Ostzone bei Rennen, so wurde er 1947 Dritter des Grünen Bandes vom Rhein. Dieses Rennen war der erste Versuch in der Nachkriegszeit, so etwas wie eine Etappenfahrt zu organisieren. Diese wurde in sechs westdeutschen Städten als Rundstreckenrennen mit einer Gesamtwertung ausgetragen und galt als Vorläufer der später wieder aufgenommenen Deutschland-Rundfahrt. 1949 startete Voigt bei der Deutschland-Rundfahrt, die über 13 Etappen von Hamburg nach München führte, musste aber nach einem schweren Sturz aufgeben. Bei der Deutschland-Rundfahrt 1952 startete er gemeinsam mit Werner Richter für die Rapier-Mannschaft, die als einziges Team alle Fahrer ins Ziel brachte. Voigt wurde mit 2 Stunden und 35 Minuten Rückstand auf den Sieger 40. im Gesamtklassement.
Am 15. Februar 1955 veröffentlichte der Radsportverband der DDR einen Beschluss seines Präsidiums, wonach alle noch aktiven Berufsfahrer und Schrittmacher aufgefordert wurden, sofort „Mitglied der demokratischen Sportbewegung“ zu werden und sich einer Betriebssportgemeinschaft (BSG) anzuschließen. Alle Aktiven, die diese Möglichkeit wahrnehmen würden, wären dafür von der üblichen zweijährigen Karenzzeit befreit und sofort bei den Amateuren startberechtigt. Der Beschluss trug ultimativen Charakter und endete mit einer Fristsetzung bis zum 28. Februar 1955.
Er ließ sich wie viele andere vor ihm reamateurisieren und schloss sich der BSG Stahl Riesa an. Als Professionel konnte er 1954 den DDR-Meistertitel im Bahnsprint erringen. Bei der Ostzonenmeisterschaft 1947 wurde er mit Otto Weckerling Dritter im Zweier-Mannschaftsfahren. Im März 1955 gab Voigt zusammen mit Jürgen Müller und Wilfried Mauf seine Lizenz als Berufsfahrer zurück. Als Amateur nahm er 1956 mit der Mannschaft der SV Stahl an der DDR-Rundfahrt teil, wobei er als einer der besten BSG-Sportler (die nicht der obersten Leistungsklasse angehörten) den 31. Platz belegte. Er gewann in jener Saison das Rennen Rund um Belvedere.